# Helmut Huttary
Helmut Huttary (* 28. Februar 1944 in Breslau; † 14. Februar 2016 in Goa) war ein deutscher Fußballspieler und Fußballtrainer.

## Laufbahn
In der Jugend wechselte Huttary 1961 von der TSG Ulm 1846 zum KSV Hessen Kassel, für den er bereits in der Saison 1962/63 in der Oberliga Süd spielte. Er debütierte am fünften Spieltag, den 16. September 1962, beim 0:0-Heimremis gegen Eintracht Frankfurt in der Oberliga Süd. Der KSV war mit 0:8 Punkten und 1:18 Toren in die letzte Oberligarunde gestartet und gab deshalb dem Nachwuchsspieler eine Bewährungschance. Huttary absolvierte dreizehn Oberligaspiele und erzielte drei Tore. Nachdem Kassel 1963/64 nicht zu den Gründungsmitgliedern der neuen Bundesliga gehörte wurde Huttary in der folgenden Saison in der zweitklassigen Regionalliga Süd mit dem KSV vor dem großen Favoriten FC Bayern München Meister, verpasste jedoch in der Aufstiegsrunde 1964 gegen die Konkurrenten Hannover 96, Alemannia Aachen und den FK Pirmasens den Aufstieg in die höchste deutsche Spielklasse. In der Regionalliga hatte Huttary 38 Einsätze an der Seite von Horst Assmy, Rolf Fritzsche, Klaus-Peter Jendrosch und Gerd Becker absolviert und dabei sechs Tore erzielt. Danach wechselte Huttary zum Bundesligaverein VfB Stuttgart. Er debütierte unter Trainer Kurt Baluses am ersten Spieltag, den 22. August 1964, beim 2:2-Auswärtsremis gegen den Hamburger SV in der Bundesliga. 1968 verließ er nach vier Jahren, in denen er in 87 Ligaspielen sieben Treffer erzielt hatte, die Schwaben, um sich dem MSV Duisburg anzuschließen. Nachdem Huttary am ersten Spieltag der Saison 1970/71 sein letztes Bundesligaspiel absolviert hatte, wechselte er noch in der Hinrunde in die Schweiz. Insgesamt stehen für ihn 138 Bundesligaeinsätze mit elf Toren von 1964 bis 1970 zu Buche.
Bei den Eidgenossen spielte er von 1970 bis 1972 für den FC Winterthur und von 1972 bis 1974 für den FC Luzern, ehe er von 1974 bis 1979 Spielertrainer beim SC Zug war. Weitere Trainerstationen von Huttary waren von 1979 bis 1981 der SC Kriens und von 1981 bis 1984 der FC Glarus.
Er lebte zuletzt in Luzern. Während eines Urlaubs in Goa, Indien erlitt er einen Herzinfarkt und verstarb dort.